# استپان کورتیکیان (نویسنده)
استپان میهرانی کورتیکیان (ارمنی: Ստեփան Միհրանի Կուրտիկյան؛  زادهٔ ۱۹۰۸ - درگذشته ۱۹ مارس ۱۹۸۶)، نویسنده، تاریخ‌نگار ادبی، مترجم، منتقد ادبی، نثرنویس، ویراستار و روزنامه‌نگار اهل ارمنستان بود.

## زندگی‌نامه
در ۱۹۰۸ در بورسا به دنیا آمد. در زادگاهش و در کالج آناتولیا در تسالونیک تحصیل نمود. در سال ۱۹۲۷ به عنوان دانشجو به ایروان رفت. اما اقامت دایمی شد و تحصیلات خویش را در مؤسسه علوم تربیتی آبوویان مؤسسه زبان‌های خارجی و مؤسسه مارکسیسم-لنینیسم ادامه داد. از سال ۱۹۴۶ تا ۱۹۶۲ وی دستیار سردبیر و از سال ۱۹۶۲ تا دهه ۱۹۸۰ سردبیر گاهنامه ادبی «سووتاکان گراکانوتیون» بود.

## نگارخانه

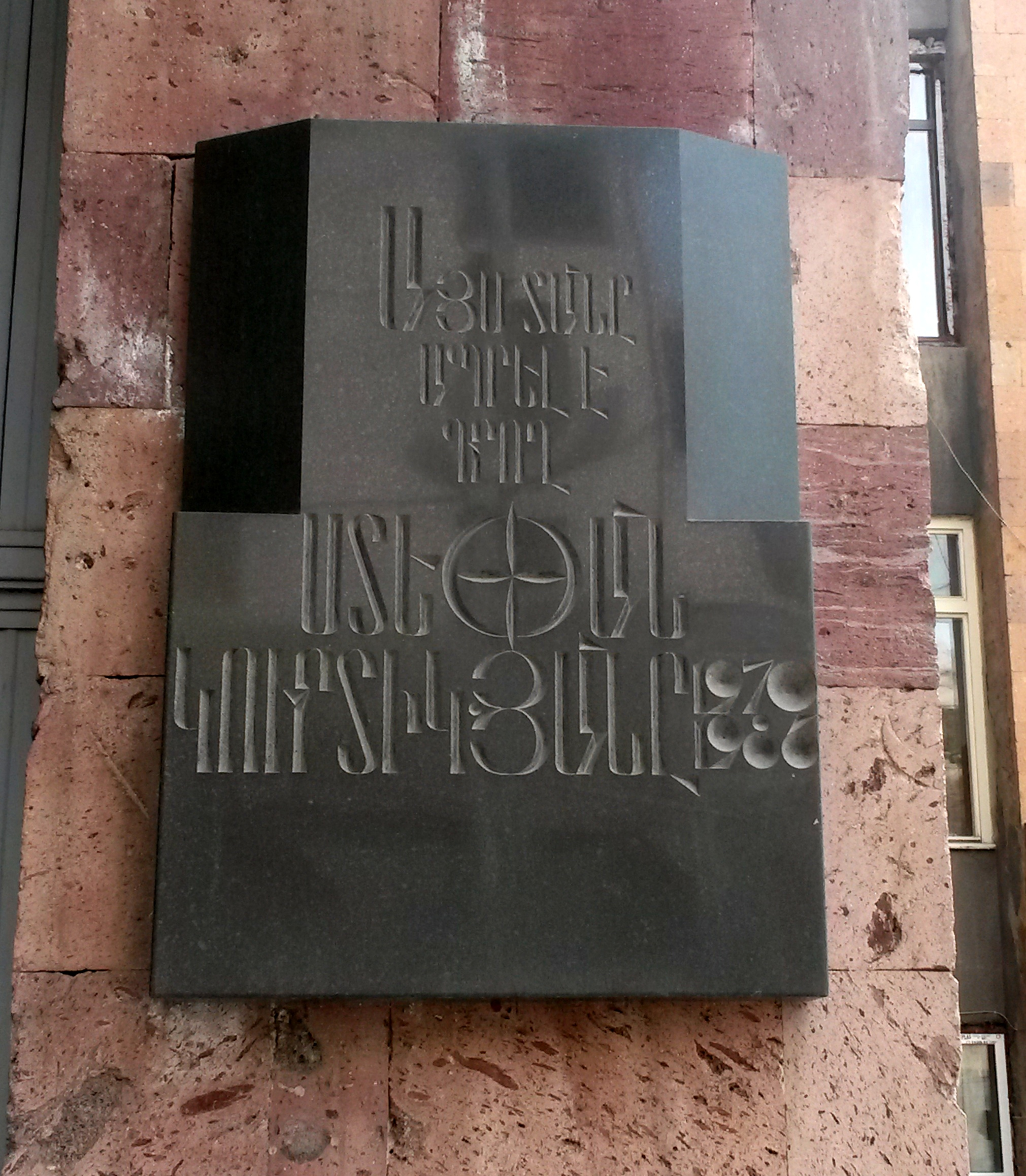

## یادداشت
1. ↑  Sovetakan grakanutyun